# Il disordine perfetto
Il disordine perfetto (Finding Moonshine) è un saggio scritto da Marcus du Sautoy pubblicato nel 2007.
Il libro, organizzato in dodici capitoli, tratta della simmetria e del rapporto tra l'autore e lo studio della stessa; inoltre du Sautoy mantiene lo sguardo sulle tematiche affrontate nel suo primo libro, L'enigma dei numeri primi.

## Edizioni
- Marcus du Sautoy, Il disordine perfetto, traduzione di Daniele Didero, Massimo Scaglione, Roberta Zuppet, Rizzoli, 2007,  pp. 495, cap. 12, ISBN 978-88-17-01266-9.